# Gaspare Aselli
Gaspare Aselli, aussi connu comme Gasparus Asellius (en latin) et Gasparo Asellio (né v. 1581 à Crémone – mort le 14 avril 1626 à Milan), est un chirurgien et anatomiste italien, découvreur des vaisseaux lymphatiques.

## Biographie
Aselli naît à Crémone, dans le temps de la domination espagnole. Il y étudie les lettres et la philosophie.
Après ses études de médecine à l'université de Pavie, il s'installe comme chirurgien à Milan. De 1612 à 1620, il assure le commandement des chirurgiens de l'armée espagnole en Italie.
Le 23 juillet 1622, en pratiquant des vivisections sur des chiens, il découvre, presque par hasard, les vaisseaux lymphatiques, encore appelés « vaisseaux de lait », du système lymphatique de l'intestin. Il confirme son observation en poursuivant des recherches systématiques sur le rôle de ces structures vasculaires.
Cette découverte des vaisseaux lymphatiques vient compléter celle de la circulation sanguine par William Harvey, à peu près à la même époque, et remet en cause les théories enseignées jusqu'alors. La découverte d'Aselli sera confirmée, trois décennies plus tard, par la découverte du circuit lymphatique par le médecin normand Jean Pecquet.
En 1624, il obtient la chaire d'anatomie à Milan.
Le résultat des travaux d'Aselli est publié en 1627 à Milan, un an après sa mort, grâce à la générosité de Fabri de Peiresc.
Aselli est enterré à Milan, dans l'église San Pietro Celestino (it), près de la porte de Venise.

## Œuvre
- De lactibus, sive lacteis venis[7], 1640 — Première édition : 1627 ; édition de 1628 (Bâle) (ou chez e-rara).

## Compléments

### Éponymie
- Rues : à Pavie, à Crémone et à Milan.
- Un lycée scientifique de Crémone porte le nom d'Aselli[8].